# Leopold Till

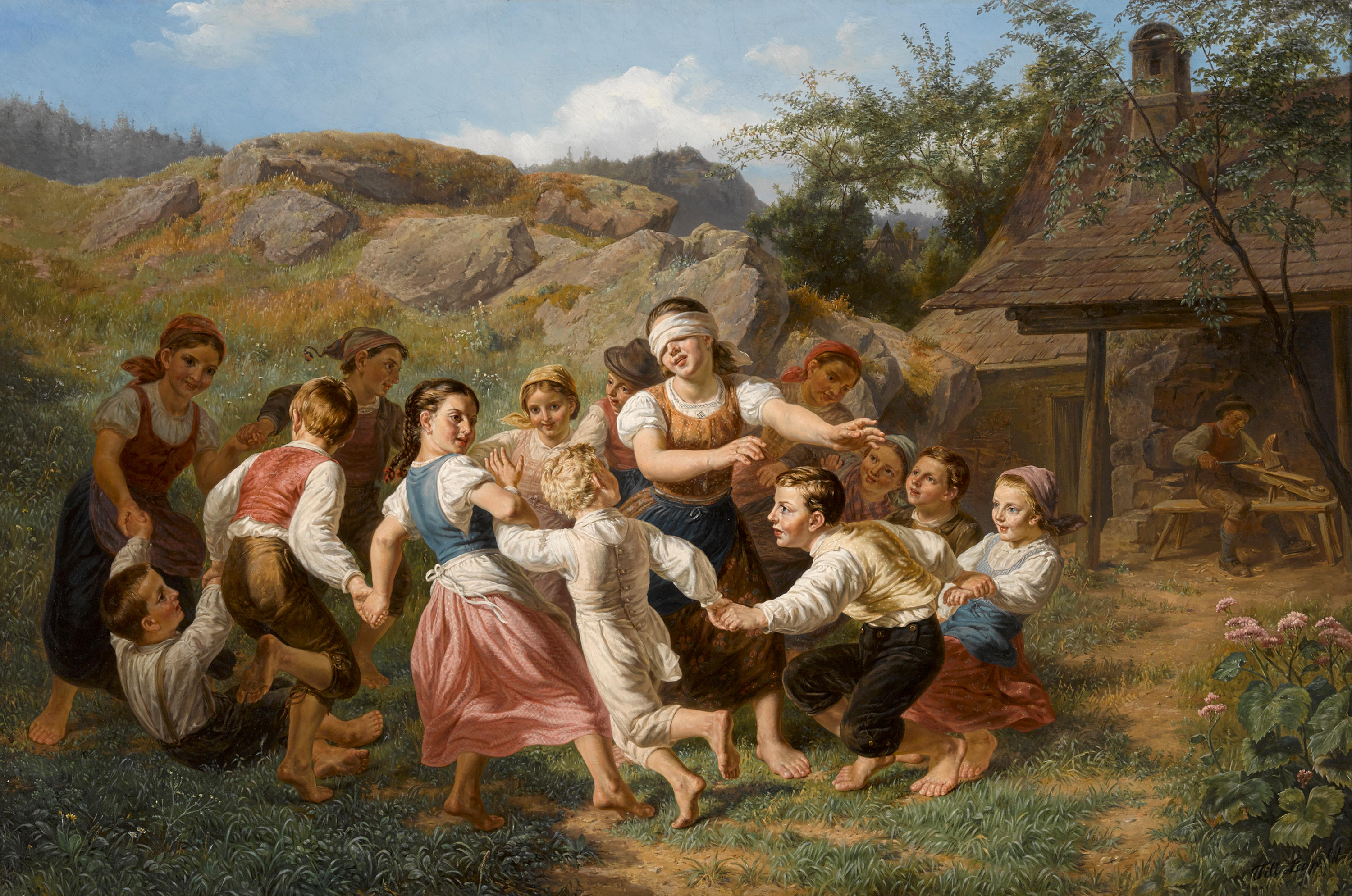
Blindekuh

Leopold Till (* 8. Dezember 1830 in Wien; † 10. Juli 1893 ebenda) war ein österreichischer Historien- und Genremaler.
Geboren als Sohn des Malers Johann Till des Älteren (1800–1889), Bruder vom Maler Johann Till dem Jüngeren (1827–1894), erlernte Leopold Till das Malerhandwerk zunächst bei seinem Vater, setzte seine Ausbildung 1844–1847 sowie 1849–1858 an der Wiener Kunstakademie bei Joseph von Führich fort, 1852–1858 besuchte er die Meisterschule von Leopold Kupelwieser.
1852 zeigte er sein erstes Werk „Kaiser Rudolph von Habsburg in der Schlacht bei Murten (1283) in Lebensgefahr“ beim Österreichischen Kunstverein. Einige Jahre später widmete sich Till der Darstellung spielender Kinder.